# Have I Told You Lately
«Have I Told You Lately» es una canción del músico norirlandés Van Morrison publicada en el álbum de 1989 Avalon Sunset y como sencillo el mismo año.
La canción es una balada romántica frecuentemente interpretada en bodas, aunque fue originariamente compuesta como una oración. En agosto de 2006, la grabación original de Van Morrison quedó clasificada en la sexta posición de una lista de las diez canciones para bodas basada en una encuesta realizada a 1300 pinchadiscos del Reino Unido.

Brian Hinton describió la canción como "una de las más elaboradas canciones de amor del siglo, que recuerdo que me devastó la primera vez que la escuché en tanto que parecía algo nunca dicho antes y a la vez una canción que siempre había conocido. El amor terrenal se transmuta en el amor a Dios, al igual que Dante, "existe un amor que es divino y es el tuyo y el mío"".

## Crítica e influencia
- En 1989, "Have I Told You Lately" alcanzó el puesto 12 de la lista Adult Contemporary de Billboard.
- En 1993, la versión realizada por Rod Stewart alcanzó el puesto 5 en las listas de Estados Unidos y del Reino Unido.
- En 1996, una versión de "Have I Told You Lately" realizada por Morrison & The Chieftains ganó el Premio Grammy a la Mejor Colaboración de Pop con Voces.
- En octubre de 2007, Van Morrison recibió un certificado por los cuatro millones de retransmisiones de la canción a través de la radio de manos del BMI.
- "Have I Told You Lately" fue clasificada en el puesto 261 de la lista de las 885 mejores canciones de todos los tiempos elaborada por los oyentes de WXPN.[3]
- Fue, además, situada en el puesto 98 de la lista de las 100 mejores canciones de amor publicada por el New York Daily News el 12 de febrero de 2007.

## Versiones
"Have I Told You Lately" se ha convertido, con el paso de los años, en un clásico, siendo versionada por numerosos artistas, entre los cuales figuran Rod Stewart, Kenny Rogers, Barbara Mandrell, Michael Ball, Della Reese y Engelbert Humperdinck.  Andy Williams realizó una versión en directo en el Royal Albert Hall de Londres, Inglaterra.